# Хаябуса-2
«Хаябу́са-2» (яп. はやぶさ2 — «Сапсан-2») — автоматическая межпланетная станция, запущенная в рамках одноимённой космической миссии Японского агентства аэрокосмических исследований (JAXA). Цель миссии — доставка образцов грунта с астероида класса C.

## Цель миссии
В качестве цели выбран астероид (162173) Рюгу, открытый в 1999 году (на момент запуска он носил временное обозначение (162173) 1999 JU3, получил официальное название в октябре 2015 года). В перигелии его орбита заходит внутрь орбиты Земли, а в афелии касается орбиты Марса. Диаметр Рюгу оценивается примерно в 0,92 км — почти в два раза больше, чем у астероида Итокава, частицы грунта с которого были доставлены аппаратом «Хаябуса». Название для астероида было выбрано с учётом отправленной к нему миссии, оно взято из японской сказки о рыбаке Урасима Таро, который посетил волшебный подводный замок-дворец Рюгу-дзё — резиденцию властителя морской стихии дракона Рюдзина. Оттуда рыбак привёз домой таинственную бумажную коробочку, подаренную ему дочерью морского правителя. Таким образом, сюжет сказки перекликается с задачей зонда «Хаябуса-2» по доставке с астероида на Землю образца грунта, состав которого неизвестен. Астероид имеет спектральный класс C (углеродные астероиды), относится к группе аполлонов.

## Аппарат
Как и предыдущий аппарат, «Хаябуса-2» оснащён ионными двигателями. В новом аппарате были устранены проблемы, выявленные в ходе предыдущей миссии. Аппарат получил новое оборудование, предназначенное для изучения астероида класса C, к которому относится Рюгу.
На аппарате также установлен ударный цельнометаллический заряд Small Carry-on Impactor (SCI), состоящий из медного снаряда и заряда взрывчатки для формирования ударного ядра. Предполагается, что при подлёте к астероиду аппарат выстрелит этим зарядом по поверхности; на дне образовавшегося кратера учёные планируют обнаружить другие образцы породы.

### Спускаемые аппараты
В контейнере MINERVA II-1 находятся подпрыгивающие роботы Rover-1A и Rover-1B.
В контейнере MINERVA II-2 находится небольшой спускаемый аппарат MASCOT (сокр. от англ. Mobile Asteroid Surface Scout), разработанным Германским центром авиации и космонавтики при содействии с французским Национальным центром космических исследований. На этом аппарате установлены спектрометр, магнитометр, радиометр и камера, а также двигательная установка, благодаря которой аппарат может менять своё местоположение для дальнейших исследований.

## Хроника миссии
- 3 декабря 2014 года зонд «Хаябуса-2» запущен с космодрома Танэгасима[7].
- 3 декабря 2015 года зонд «Хаябуса-2» совершил гравитационный манёвр близ Земли, пройдя на расстоянии 3100 км от неё, и, получив дополнительное ускорение, отправился к астероиду 1999 JU3 («Рюгу»)[8].
- 28 июня 2018 года — сближение с астероидом (162173) Рюгу[9].
- 21 сентября 2018 года совершена первая в истории успешная мягкая посадка подпрыгивающих посадочных модулей-роботов Rover-1A и Rover-1B на поверхность астероида[10]. С них были получены первые снимки[11].
- 3 октября 2018 года совершил посадку модуль MASCOT. MASCOT проработал на астероиде более 17 часов[12][13], за это время модуль три раза менял свое местоположение, успешно выполнил запланированные исследования состава грунта и свойств астероида и передал данные на орбитальный аппарат[14].
- 22 февраля 2019 года сам зонд «Хаябуса-2» опустился на относительно ровную шестиметровую площадку 900-метрового астероида. После взятия образцов грунта «Хаябуса-2» (путём выстрела в астероид стержня из тантала и сбора осколков) вновь отправился на околоастероидную орбиту[15][16].
- 5 апреля 2019 года в поверхность астероида с высоты 500 метров был произведён выстрел медной болванкой с помощью 4,5-килограммового заряда взрывчатого вещества для получения образцов глубокого грунта[17][18].
- 11 июля 2019 года около 1:30 GMT зонд «Хаябуса-2» повторно сел на астероид в 20 метрах от кратера, который образовался при сбросе бомбы с аппарата, чтобы собрать обломки грунта и отвезти их на Землю[19][20].
- 13 ноября 2019 года аппарат сошел с орбиты астероида и начал путь к Земле.
- 5 декабря 2020 года около 21:00 по московскому времени зонд сбросил на Землю капсулу с образцами грунта с астероида (162173) Рюгу[21]. Капсула успешно приземлилась на полигоне Вумера в Австралии[22][23][24]. После того, как возвращаемую капсулу нашли, её вскрыли и аккуратно стравили из капсулы газ. Результат масс-спектрометрии собранного газа в контейнере для проб, проведенный в QLF (Quick Look Facility), созданном в местной штаб-квартире Вумера в Австралии 7 декабря 2020 года, показал, что газ отличался от состава атмосферы Земли. Для дополнительного подтверждения аналогичный анализ был проведен 10–11 декабря в Центре курирования внеземных образцов на территории кампуса JAXA в Сагамихара. Это привело к выводу, что газ в контейнере с пробой происходит от астероида Рюгу[25].
- 14 декабря 2020 года вскрыли капсулу «А». Вещество с астероида Рюгу оказалось похоже на чёрный песок. Диаметр песчинок — ок. 1 мм[26].
- 21 декабря 2020 года были вскрыты камеры «В» и «С» из двух разных точек отбора грунта. Камера «В» оказалась пустой. В камере «С» нашли частицы из приповерхностного слоя астероида диаметром до 1 см[27].
- 5 января 2021 года зонд Hayabusa-2 начал навигацию с тремя ионными двигателями[28], чтобы начать полномасштабный контроль орбиты для расширенной миссии[29].

Запланированные события:
- Пролёт астероида (98943) Торифунэ — июль 2026[2].
- Сближение с астероидом 1998 KY26?! — июль 2031[2].